# Wild Rose
Wild Rose ist ein britischer Film aus dem Jahr 2018. Regie führte Tom Harper. Der Film hatte in Deutschland Premiere am 3. Oktober 2019 auf dem Filmfest Hamburg und kam am 12. Dezember 2019 in die Kinos. 

## Handlung
Rose-Lynn, eine junge Frau aus dem schottischen Glasgow, ist Mutter von zwei Kindern und wird aus dem Gefängnis entlassen. Ihr großer Wunsch ist es, als Countrysängerin in Nashville Karriere zu machen. Sie arbeitet nach ihrer Entlassung als Putzfrau im Haus der reichen Susannah und vernachlässigt ihre beiden Kinder. Als Susannahs Kinder auf Rose-Lynns Talent aufmerksam werden, beginnt Susannah sie zu fördern. Rose-Lynn wird von Bob Harris, dem Country-Experten der BBC, in seine Sendung eingeladen. Susannah organisiert eine groß angelegte Gartenparty mit einem Gesangsauftritt von Rose-Lynn, um Spenden für die Finanzierung ihrer Karriere zu sammeln. Doch Susannahs Ehemann erfährt von ihrer kriminellen Vergangenheit und sagt ihr unter vier Augen, dass er sie nach der Gartenparty nie wieder in seinem Haus sehen möchte. Als die tief verunsicherte Rose-Lynn auf der Bühne steht, bekommt sie keinen Ton heraus. 
Rose-Lynn bekommt anschließend von ihrer Mutter doch noch das Geld für den Flug nach Nashville. Als sie in Nashville ankommt, merkt sie, dass sie dem professionellen Musikbetrieb dort nicht gewachsen ist und kehrt nach Glasgow zurück. Der Film endet ein Jahr später mit einem Auftritt Rose-Lynns, wo sie vor einem begeisterten lokalen Publikum eine von ihr selbst geschriebene Ode an ihre Heimatstadt Glasgow singt.

## Kritik
„[…] die Geschichte rund um eine auf die schiefe Bahn geratene Countrysängerin besticht mit Anarchie, Aufrichtigkeit und einer meisterhaften Hauptdarstellerin.“

„»WILD ROSE« begeistert sowohl als Musikfilm mit großartigem Soundtrack und als fein beobachteter Familienfilm in bester britischer »Kitchen Sink«-Tradition. Zudem argumentiert der Film überzeugend dafür, dass Country eben mehr ist als nur ein US-amerikanischer Musikstil.“